# ウォーターボール

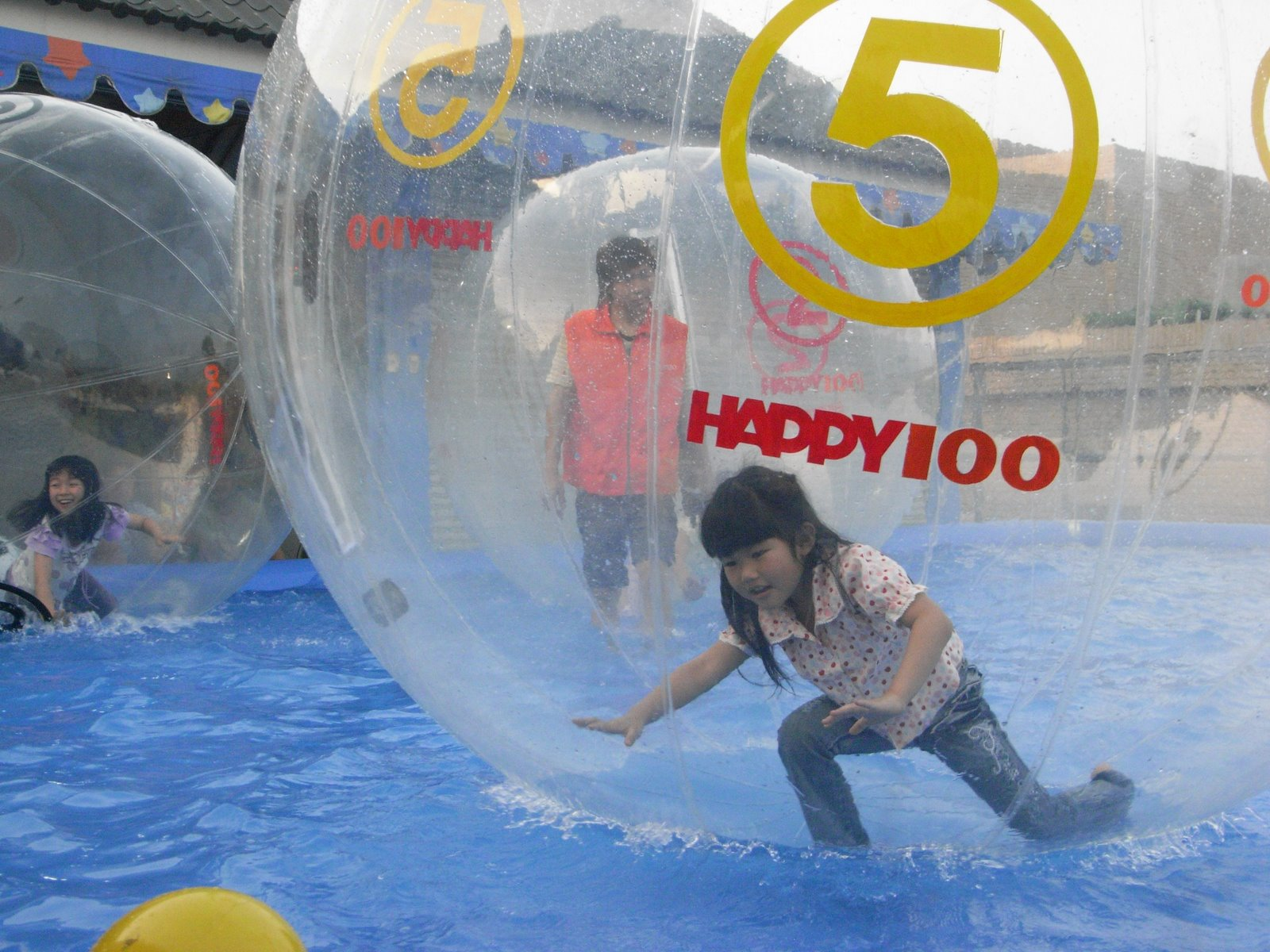
ウォーターボール

ウォーターボールとは、1997年にイタリアのモンツァにあるビズイット社のチャールズ・ジョーンズが開発した水上遊具。

## 構造
ウォーターボールの本体の素材はPVC（ポリ塩化ビニール）で直径8フィート（約2.5m）の透明な球体。空気を入れて人間が中に入り、水上に浮くことが可能。泳げない人でも水上散歩を楽しむことができる。新しいウォータースポーツとしても注目されている。また、ボールが透明なため水中を観察する環境体験にも活躍している。ウォーターボールの中では、座ったり寝転がったり、ハイハイ状態で遊ばれることが多いが、立ってうまくバランスを取ることができればある程度歩き続ける、また走り続けることもできる。

## 権利問題
ビズイット社はパテントを取りオリジナル商品（著作物）として、アメリカ、EU、南米、東南アジア、中国など世界40カ国に向けて販売している。日本では2009年に大阪にあるNPO法人、日本ウォーターウォーク協会がビズイット社とのライセンス契約を結んだ。
しかし、他団体が「ウォーターボール」という名称で商標登録しているため、「ウォーターダッシュ」として活動を展開している。ビズイット社曰く、インターネットでウォーターボールが話題になってから、色々なサイズが中国を始め、各地で名称を変えて出回っているとのこと。
発明者のチャールズ・ジョーンズによると、日本国内でチャールズ・ジョーンズブランドのオリジナルウォーターボールを使用しているのは大阪にあるNPO法人、日本ウォーターウォーク協会のみで、それ以外の類似品の製造元は明かになっていないとのこと。
日本国内では「ウォーターボール」が、販売、レンタル等に関しては大阪の「NPO法人日本ウォーターウォーク協会」、メディア・放送番組の製作、体験会・イベント等の興行の企画・運営・開催等については、滋賀の任意団体「NWWA 日本ウォーターウォーク協会」が登録商標として特許庁に登録している。

## 利用
あそびネーション(株)では、伊豆ぐらんぱる公園内かっぱ広場にて現在「ウォーターバルーン」として毎日運営している。
ファーストニューでは、アクアボールとして製造、販売している。
「コロンコロンぼぉ～る」「水上歩行ボール」「ウォーターバルーン」等の名称でイベント企画会社などを通じて輸入され日本国内に拡大しつつあるようである。「NPO法人 日本ウォーターウォーク協会」のホームページによると、【Waterball.jp】の「ウォーターボール」については、「ウォーターダッシュ」に名称を変更して、日本各地で仮設プールを使用して子どもたちの集客イベントを開催している。

## メディア出演等

### テレビ
- NHK日本放送協会『つながるテレビ@ヒューマン』
- EXテレビ朝日『スーパーモーニング』
- BBCびわ湖放送『びびっとビーム』
- CXフジテレビ『FNNスーパーニュースWEEKEND』
- EXテレビ朝日『スーパーJチャンネル』
- EXテレビ朝日『堂本剛の正直しんどい』
- MBS毎日放送『ちちんぷいぷい』
- NTV日本テレビ『1億人の大質問!?笑ってコラえて!』
- NTV日本テレビ『ザ!鉄腕!DASH!!』
- YTV読売テレビ『なるトモ!』
- CTV中京テレビ『PS』
- MBS毎日放送『せやねん!』
- CBC中部日本放送『なるほどプレゼンター!花咲かタイムズ』
- YTV読売テレビ『ズームイン!!SUPER』
- ABC朝日放送『おはよう朝日です』
- NHK日本放送協会『おはよう日本』
- NHK日本放送協会『ぐるっと関西おひるまえ』
- YTV読売テレビ『大阪ほんわかテレビ』
- びわこ大津経済新聞『びわ経.TV』①
- BBCびわ湖放送『ときめき滋賀'S』
- KTV関西テレビ『アップ＆UP』
- びわこ大津経済新聞『びわ経.TV』②
- 関西電力eo光テレビ『ぷらっと旅気分』
- びわこ大津経済新聞『びわ経.TV』③
- ＠niftyバイクライフ『ツーリングナビ』
- びわこ大津経済新聞『びわ経.TV』④
- KTV関西テレビ『冒険チュートリアル』
- ABC朝日放送『にっぽん菜発見 そうだ、自然に帰ろう』
- J:COM関西『8時です！生放送！！』

### 新聞など
- 京都新聞フォトダイアリー
- 読売新聞『読売新聞写真部』
- 読売新聞『YOMIURI ONLINE』
- びわ湖大津経済新聞①
- 47NEWS
- 京都新聞①
- msn.産経ニュース
- NIKKEI NET『日経エコロミー』
- びわ湖大津経済新聞②
- びわ湖大津経済新聞③
- びわ湖大津経済新聞④
- 日本経済新聞
- びわ湖大津経済新聞⑤
- 朝日新聞
- 毎日新聞